# متحف مصلحة الجيولوجيا (تونس)
متحف مصلحة الجيولوجيا هو متحف تونسي يقع في تونس العاصمة.

## المجموعات
يتبع هذا المتحف الديوان الوطني للمناجم ويقع في مقره، وجمعت أول نواة له في نهاية القرن التاسع عشر. ترجع مجموعات المتحف لبداية الاستكشاف العلمي في تونس، التي قام بها مهندس المناجم الفرنسي فرانسيس أوبار (Francis Aubert) بين 1885 و1889، والتي قام بعدها برسم أول خريطة جيولوجية لتونس في 1892. ومنذ هذا التاريخ، بدأت المجموعات تصبح ثرية شيئا فشيئا مع انتشار عمليات الحفريات في مختلف مناطق البلاد. يتكون المتحف من قاعتين تحتويان على مجموعات بليونتولوجية وبتروغرافية ومعدنية. رتبت المجموعات البلينتولوجية وفق التسلسل الستراتغرافي، أما البقية رتبت وفق مؤلفها (مستكشفها أو مصنفها).

## روابط خارجية
- صفحة المتحف على موقع وزارة العدل.